# De kroning van Napoleon (David)
De kroning van Napoleon is een schilderij van Jacques-Louis David uit 1806-07. Sinds 1889 maakt het werk deel uit van de collectie van het Louvre in Parijs.

## Geschiedenis
Napoleon gaf in september 1804 mondeling de opdracht om het schilderij te maken. David begon er op 21 december 1805 aan in de voormalige kapel van het College van Cluny, vlak bij de Sorbonne, die dienstdeed als zijn werkplaats. Bijgestaan door zijn leerling Georges Rouget legde hij in januari 1808 de laatste hand aan het werk. Napoleon bezocht Davids atelier regelmatig om toezicht te houden op de uitvoering van het schilderij, dat duidelijk bedoeld was als propaganda.
Begin 1808 werd het werk tentoongesteld op de jaarlijkse Salon. Het schilderij bleef eigendom van David tot 1819, toen het werd overgedragen aan de Koninklijke Musea, waar het tot 1837 in het depot werd opgeslagen. Toen beval koning Lodewijk-Filips om het te installeren in de kroningszaal van het paleis van Versailles. In 1889 werd het schilderij vanuit Versailles overgebracht naar het Louvre.
David kreeg in 1808, direct nadat het origineel klaar was, van Amerikaanse ondernemers de opdracht om een replica op ware grootte te schilderen. Hij begon dat jaar met het schilderen ervan, maar maakte het pas in 1822 af, tijdens zijn ballingschap in Brussel. De replica werd in 1947 teruggebracht naar Frankrijk, naar de plek van het origineel in het paleis van Versailles. 

## Voorstelling
De compositie is zo gekozen dat alle aandacht gericht lijken te zijn op Napoleon. De architectuur, het meubilair en het licht dwingen het oog om zich op de centrale ruimte te concentreren. De scène speelt zich af op 2 december 1804, in de Notre-Dame van Parijs. Volgens de overlevering zou Napoleon, toen paus Pius VII de kroon van het altaar wilde halen, deze hebben gepakt en zichzelf hebben gekroond. Josephine werd door haar echtgenoot plechtig gekroond tot keizerin van de Fransen. Napoleon neemt hier afstand van het koninklijk protocol, hoewel verschillende voorwerpen nog doen denken aan de koninklijke regalia.
Voor deze kroning werd de kathedraal op grootse wijze versierd. Het gebouw, dat behoorlijk beschadigd was, werd voorzien van een decor van fineer om het een plechtiger aanzien te geven en de gotische stijl, die als ouderwets werd beschouwd, te verhullen. Gordijnen en wandkleden met gouden bijen bedekten de muren en pilaren, de stenen verdwenen onder karton dat op marmer lijkt en een sluier verborg het gewelf. De gordijnen waren alleen in het schip aanwezig, maar David schilderde ze ook in het koor om dit slimme effect extra aandacht te geven.
De compositie, die is geïnspireerd op Rubens' Kroning van Maria de Medici, zonder echter de gebogen lijnen ervan over te nemen, brengt meer dan tweehonderd personages samen. David moest zich enige vrijheden ten opzichte van de echte ceremonie veroorloven om ze allemaal in de compositie te verwerken.

### Personages[3]
1. Napoleon I (1769–1821) staat rechtop, gekleed in de kroningsgewaden, een witte zijden tuniek die aan de voorkant open is met een bijbehorende ceintuur, een keizerlijke mantel van paars fluweel bezaaid met geborduurde gouden bijen en gevoerd met hermelijn, een kanten stropdas, witte schoenen en handschoenen geborduurd met goud. Op zijn hoofd heeft hij een gouden krans met laurier. In het schilderij is nog vaag te zien dat David oorspronkelijk het moment had afgebeeld waarop Napoleon de kroon boven zijn eigen hoofd houdt. Omdat er door de wijziging een lege ruimte op het schilderij ontstond, schilderde David daar een portret van Julius Caesar.
2. Joséphine de Beauharnais (1763–1814) knielt met gevouwen handen aan de voet van het altaar, op een vierkant kussen van paars fluweel bezaaid met bijen. Zij ontvangt de kroon van haar man, niet van de paus. Haar jurk is versierd met zijde, gebaseerd op ontwerpen van Jean-François Bony. Direct achter haar staan haar hofdames in het wit en met tiara's. Achter hen is kardinaal Jean Baptiste de Belloy, aartsbisschop van Parijs, te herkennen aan zijn rode keppeltje. Hij mocht vanwege zijn hoge leeftijd zitten tijdens de ceremonie, die uren duurde.
3. Maria Laetitia Ramolino (1750–1836), de moeder van Napoleon, werd door de schilder op de tribune geplaatst. Ze neemt een belangrijkere plaats in dan de paus. In werkelijkheid was ze niet aanwezig bij de ceremonie uit protest tegen de ruzie die Napoleon had met zijn broer Lucien.
4. Lodewijk Napoleon (1778–1846), werd in 1806 koning van Holland. Hij trouwde met Hortense de Beauharnais, de dochter van Josephine.
5. Jozef Bonaparte (1768–1844), kreeg na de kroning de titel van Keizerlijke Prins (Prince impérial). Hij werd koning van Napels in 1806 en van Spanje in 1808.
6. De jonge Napoleon Karel Bonaparte (1802–1807), zoon van Lodewijk en Hortense de Beauharnais.
7. De zussen van Napoleon.
8. Charles-Francois Lebrun (1739–1824), de derde consul naast Napoleon en Cambacérès. In het Eerste Keizerrijk was hij prins-aartstesaurier. Hij houdt de scepter met de keizerlijke adelaar vast.
9. Jean Jacques Régis de Cambacérès (1753–1824), prinselijk aartskanselier. Hij houdt de scepter met de hand van justitie vast.
10. Louis Alexandre Berthier (1753–1815), minister van oorlog tijdens het Consulaat, werd maarschalk van het keizerrijk in 1805. Hij draagt de rijksappel op een kussen.
11. Talleyrand (1754–1836), grootkamerheer sinds 11 juli 1804.
12. Joachim Murat (1767–1815), maarschalk van het keizerrijk en koning van Napels na 1808. Hij was de echtgenoot van Caroline Bonaparte, een zus van Napoleon.
13. Paus Pius VII (1742–1823) stelde zich tevreden met het zegenen van de kroning. Hij wordt omringd door geestelijken, die na het Concordaat door Napoleon waren aangesteld. Om het nieuwe evenwicht tussen kerk en staat niet in gevaar te brengen, besloot de paus om de kroning bij te wonen. Hij draagt geen tiara of mijter, maar wel het pauselijk pallium. Met zijn rechterhand maakt hij een zegenend gebaar. Rechts van de paus, met een baard en een rode kap, is Raphaël de Monachis te zien, een Egyptische monnik die lid was van het Institut d'Égypte.
14. David schilderde zijn zelfportret in een galerij met zijn vrouw en tweelingdochters voor zich, omringd door enkele studenten of medewerkers.

Op de tribune achter de paus is de in werkelijkheid afwezige ambassadeur van het Ottomaanse rijk, Halet Efendi, te zien met een witte tulband.

## Afbeeldingen

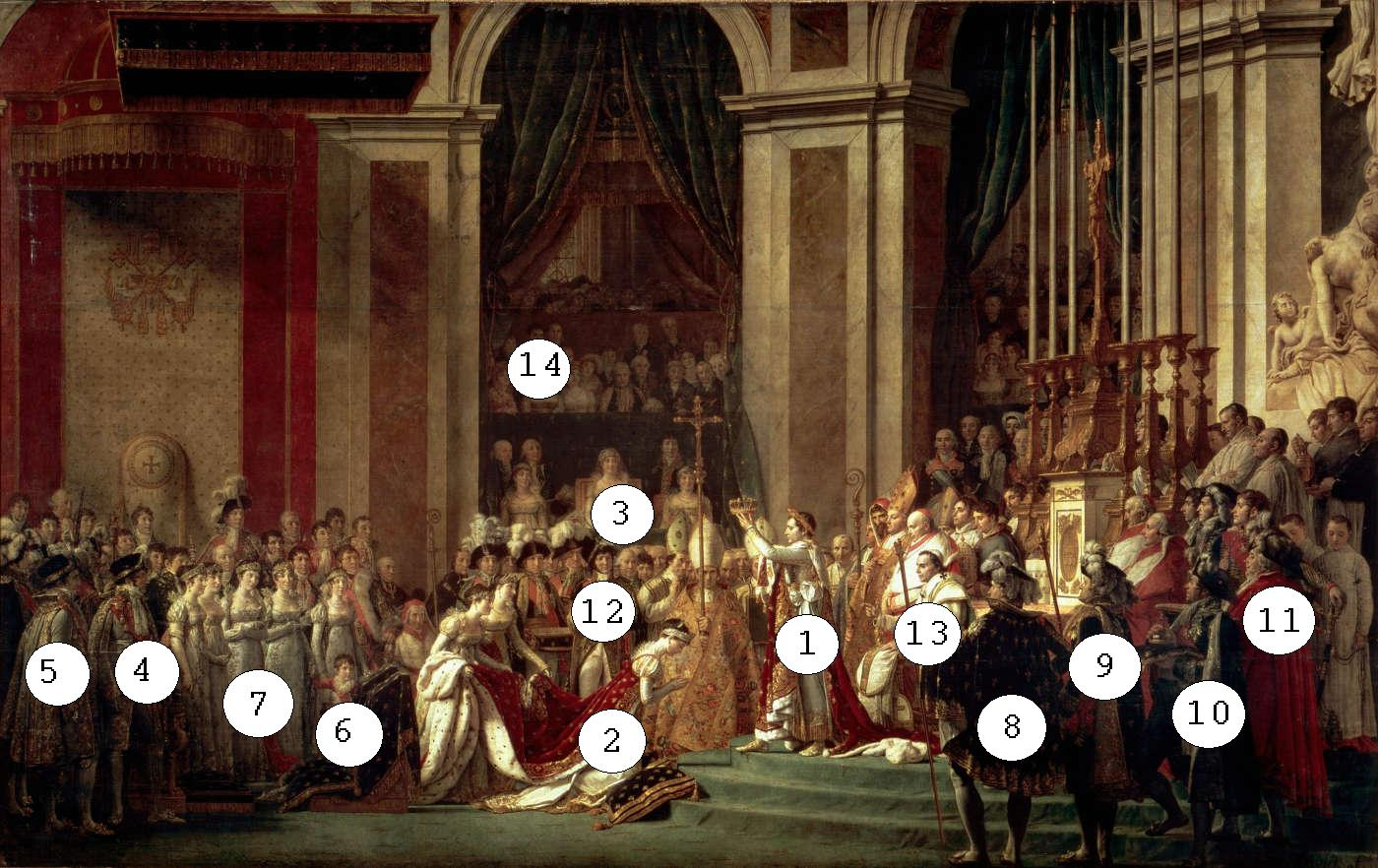
Overzicht van de belangrijkste personages
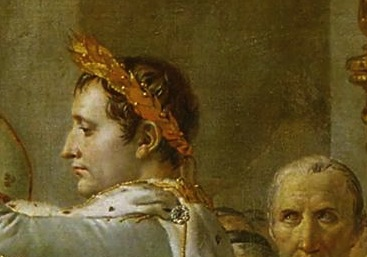
Detail, ruimte achter Napoleon met Julius Caesar
Detail, zelfportret David
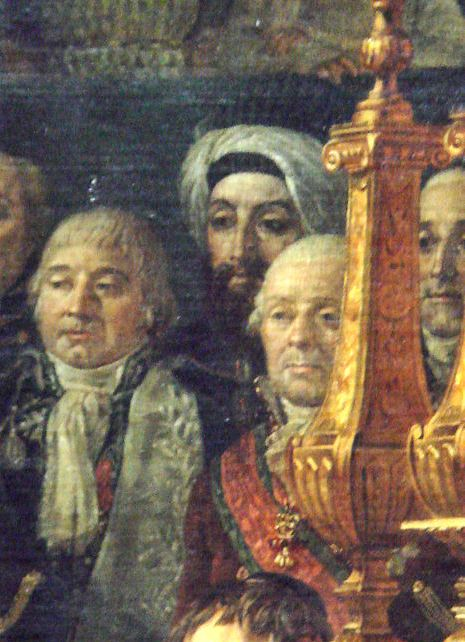
Detail, Halet Efendi
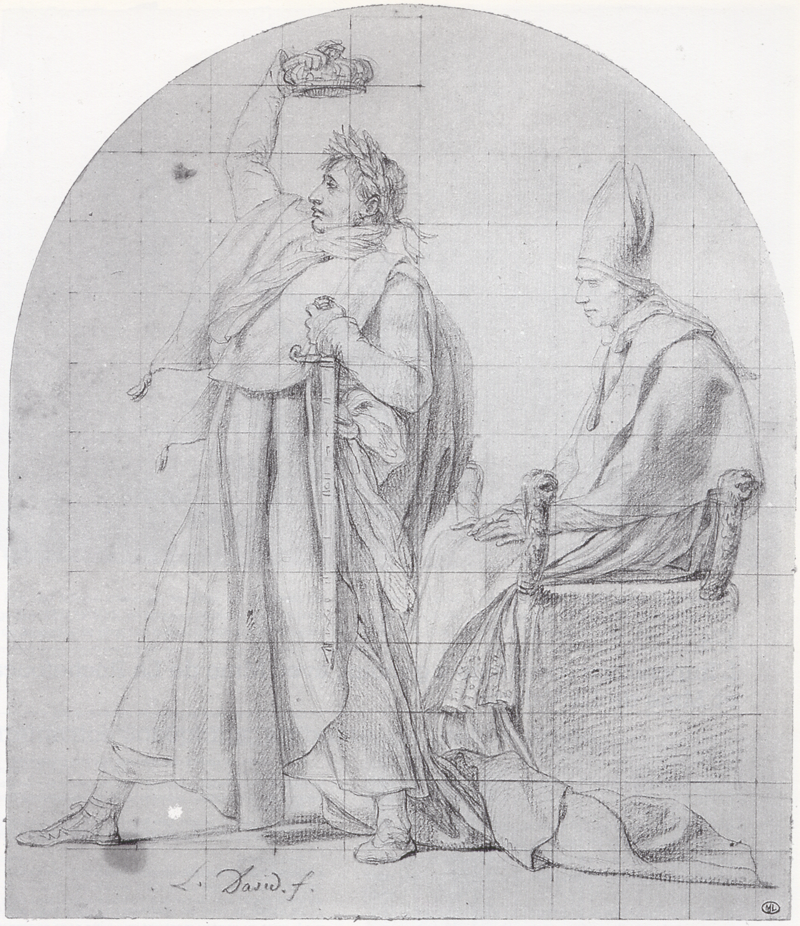
Schets van het moment van de kroning
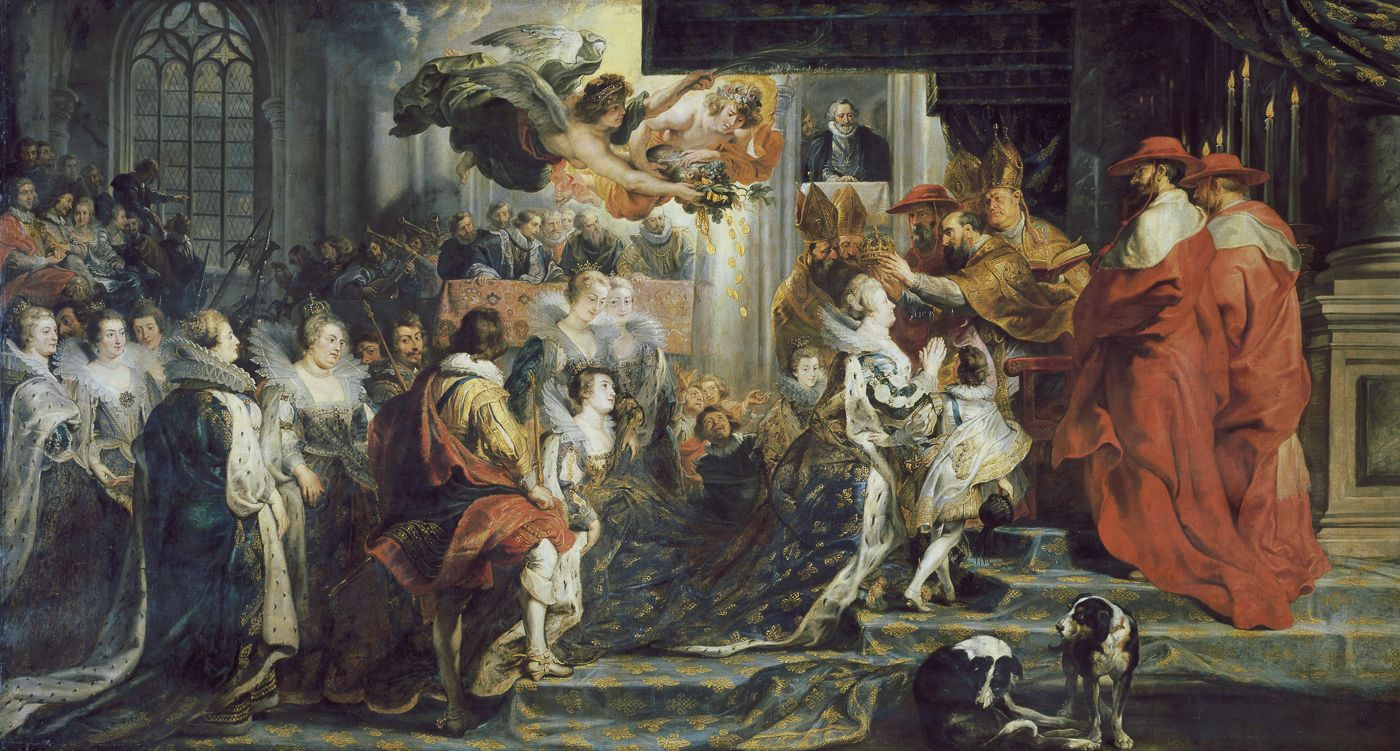
Kroning van Maria de Medici - Rubens